# Cerro-Amate
Cerro-Amate es uno de los once distritos en que está dividida a efectos administrativos la ciudad de Sevilla, capital de la comunidad autónoma de Andalucía, en España. Está situado en el este del municipio. Limita al sur con el municipio de Alcalá de Guadaíra y el distrito Sur; al norte con los distritos de San Pablo-Santa Justa y Este-Alcosa-Torreblanca, distrito este último con el que también limita al este; y al oeste con el distrito Nervión.

## Barrios
- Amate
- Juan XXIII
- Los Pájaros
- Rochelambert
- Santa Aurelia-Cantábrico-Atlántico-La Romería
- Palmete
- El Cerro
- La Plata[1]
- La Negrilla - Forja XXI